# Linnaemya discretus
Linnaemya discretus là một loài ruồi trong họ Tachinidae.